# JAM Project 15th Anniversary Strong Best Motto! Motto!!
JAM Project 15th Anniversary Album Strong Best Motto! Motto!! é uma coletânea do JAM Project, sendo lançado em 9 de Setembro de 2015 pela gravadora Lantis. O álbum reúne as 12 músicas mais votadas no site oficial, em novos arranjos adaptados de versões ao vivo (presente em DVD's de shows) ou das versões originais, com a formação atual.

## Visão geral
- Os novos arranjos para este álbum foram adaptado das versões ao vivo presentes em vários DVD's de concertos lançados anteriormente. Em "Skill", foi incluída uma parte extra em que os integrantes interagem com o público através do "Motto Motto", algo bastante comum em shows da banda. Essa versão ao vivo de "Skill" (com a inclusão da parte extra no meio da música) originou a nova versão de estúdio para este álbum. A MV da música completa foi liberada em 1 de Maio de 2015 no YouTube.

- Originalmente, todas as músicas lançadas antes de 2008 tinham a Rica Matsumoto na sua formação. Nas regravações de "Soultaker" e "Rocks", quem canta as partes feitas pela Rica é a Masami Okui ou Maasaki Endoh.

- As faixas "Soultaker" e "Crush Gear Fight!" contavam com Ichiro Mizuki, Rica Matsumoto e Eizo Sakamoto na versão original. Nestas faixas, as partes da Rica, Ichiro e Eizo foram feitas por Masami Okui, Maasaki Endoh e Yoshiki Fukuyama, respectivamente.
- A faixa "Gong" contava com Ricardo Cruz e Rica Matsumoto na versão original. Como Ricardo Cruz não participou da nova gravação (devido aos compromissos com o single On The Rocks), as partes do Ricardo foram feitas por Maasaki Endoh.
- A faixa "Seventh Explosion" foi composta por Atsushi Yokozeki (Jetfinger). Também é conhecido como "Slash de Nakano", entrou para a banda do JAM Project em 2011, no lugar de Macaroni★.
- A Elements Garden também contribui com a Nana Mizuki em várias músicas como "Eternal Blaze", "Bright Stream", "Pop Master" e "Exterminate", entre outras. "Transformers Evo" está entre as faixas do álbum.
- Hideki Aoyama também é baterista da banda de apoio do Babymetal. Ele fazia parte da Ever+Last e entrou para a banda de apoio em 2008, tornando-se baterista fixo da JAM-Pro Band. Em estúdio, gravou com o JAM as faixas "Limit Break" e "Fight! Fight! Fighting!!!" no single de 2012. Também gravou com o Momoiro Clover Z (em Cha-La Head Cha-La) e Nana Mizuki (em Appasionato, do álbum Supernal Liberty).
- Após o lançamento deste álbum, foi anunciado o 62º single, "The Hero!!", que foi o tema de abertura do anime One Punch Man que estreou em Outubro.
- "Skill" foi a música mais votada no site do grupo, por esse motivo esta música encerra o álbum, da mesma maneira que os shows (exceto os DVD's de King Gong, Maximizer e Thumb Rise Again).
- Os arranjos do álbum foram adaptados de versões presentes nos lives. Entre eles estão:
  - "Gong" (do DVD King Gong, adaptado do álbum Olyimpia com solo estendido)
  - "Victory" (do DVD No Border, adaptado do álbum Jam-Ism)
  - "Transformers Evo." (do DVD Monster's Party, adaptado do álbum Going)
  - "Rescue Fire!" (do DVD Monster's Party)
  - "Skill" (do DVD Return to the Chaos, adaptado do álbum Freedom com Extra Part)
  - "Soultaker" (do DVD Go! Go! Going!, adaptado do álbum Best Project)
- Seria realizado um evento ao ar livre chamado The Stronger's Park, mas devido a um alerta de tufão, o evento foi remarcado para 29 de Setembro, intitulado The Stronger's Park - Revenge. Sendo assim, ao invés do show, foi feito um live streaming pela NicoNico que contou com a participação do Ricardo Cruz.

## Recepção
O álbum ficou quatro semanas no Oricon Albums Chart, chegando à 15ª posição. Também chegou à 12ª posição em venda de álbuns da Billboard Japan, e à 19ª da Billboard Japan Hot 100.

## Faixas
Todas as letras escritas por Hironobu Kageyama, todas as músicas compostas por JAM Project Band, banda que acompanha o grupo nas turnês, e que foi responsável pelos novos arranjos neste álbum.
| N.º            | Título                                      | Letras            | Música                             | Álbum Original      | Duração |  |
| 1.             | "Crest of Z's"                              | Hironobu Kageyama | Ikuo                               | Seventh Explosion   | 5:14    |  |
| 2.             | "Rocks"                                     | Hironobu Kageyama | Yohgo Konno                        | Get Over The Border | 5:01    |  |
| 3.             | "Seventh Explosion"                         | Hironobu Kageyama | Yoshiki Fukuyama, Atsushi Yokozeki | Seventh Explosion   | 4:46    |  |
| 4.             | "Gong" (Super Robot Wars Alpha 3rd)         | Hironobu Kageyama | Yohgo Konno                        | Olympia             | 5:02    |  |
| 5.             | "Hero"                                      | Hironobu Kageyama | Yoshiki Fukuyama                   | Get Over The Border | 5:09    |  |
| 6.             | "Nageki no Rosario"                         | Hironobu Kageyama | Kenichi Sudo                       | Freedom             | 3:40    |  |
| 7.             | "Crush Gear Fight!!" (Crush Gear Nitro)     | Hironobu Kageyama | Yohgo Konno                        | Best Project        | 3:40    |  |
| 8.             | "Transformers Evo." (Transformers Animated) | Hironobu Kageyama | Daisuke Kikuta (Elements Garden)   | Going               | 4:40    |  |
| 9.             | "Soultaker" (The SoulTaker)                 | Hironobu Kageyama | Hironobu Kageyama                  | Best Project        | 4:28    |  |
| 10.            | "Victory"                                   | Hironobu Kageyama | Yohgo Konno                        | Jam-Ism             | 5:39    |  |
| 11.            | "Rescue Fire!" (Tomica Hero Rescue Fire)    | Hironobu Kageyama | Hironobu Kageyama                  | Seventh Explosion   | 4:20    |  |
| 12.            | "Skill" (Super Robot Wars Alpha 2nd)        | Hironobu Kageyama | Kenichi Sudo, Yohgo Konno          | Freedom             | 7:21    |  |
| Duração total: | Duração total:                              | Duração total:    | Duração total:                     | Duração total:      | 59:17   |  |

## Músicos participantes
JAM Project
- Hironobu Kageyama
- Maasaki Endoh
- Hiroshi Kitadani
- Masami Okui
- Yoshiki Fukuyama

JAM-Pro Band (em todas as faixas)
- Atsushi Yokozeki "Jetfinger" - Guitarra Solo
- Takeo Yamauchi - Guitarra Base
- Naoya Yamamoto - Baixo
- Hideki Aoyama - Bateria
- Shiho Terada - Piano, Órgão e Teclados